# یان پوپلوهار
یان پوپلوهار (چکی: Ján Popluhár؛ ۱۲ سپتامبر ۱۹۳۵ – ۶ مارس ۲۰۱۱) یک بازیکن فوتبال اهل چکسلواکی بود.

## باشگاهی
از باشگاه‌هایی که در آن بازی کرده‌است می‌توان به باشگاه فوتبال اسلوان براتیسلاوا، لیون اشاره کرد.

## تیم ملی
وی سابقه ۶۲ بازی برای تیم ملی فوتبال چکسلواکی در کارنامه دارد.